# 长沙铁道学院
长沙铁道学院是一所于1960年9月15日至2000年4月29日期间存在的高等学校，隶属于中华人民共和国铁道部。2000年4月29日与湖南医科大学、中南工业大学合并组建为中南大学。校址位于湖南省长沙市韶山南路，即现在的中南大学铁道校区。

## 历史沿革

### 初创时期（1960年9月-1966年5月）
1959年4月，高教部、铁道部与湖南省商定筹建长沙铁道学院。次年，铁道部下达“部教〔60〕字第1947号”文件，批准建校地址；正式命名长沙铁道学院；同意学校初步规划和1960年的招生计划。在筹建长沙铁道学院的各项工作大致就绪，铁道部下达“铁教学划〔60〕字第2345号”文件，宣布1960年9月15日正式成立长沙铁道学院。
1960年9月15日，长沙铁道学院正式成立，直属中华人民共和国铁道部领导。
1960年11月，成立中共长沙铁道学院委员会。设党委办公室、组织部、宣传部和3个党总支。1962年12月，学院召开第一次党员代表大会，产生中共长沙铁道学院第一届委员会，朱国栋任党委书记。

### 文革时期（1966年5月-1976年10月）
1966年下半年起，学校停止招生.

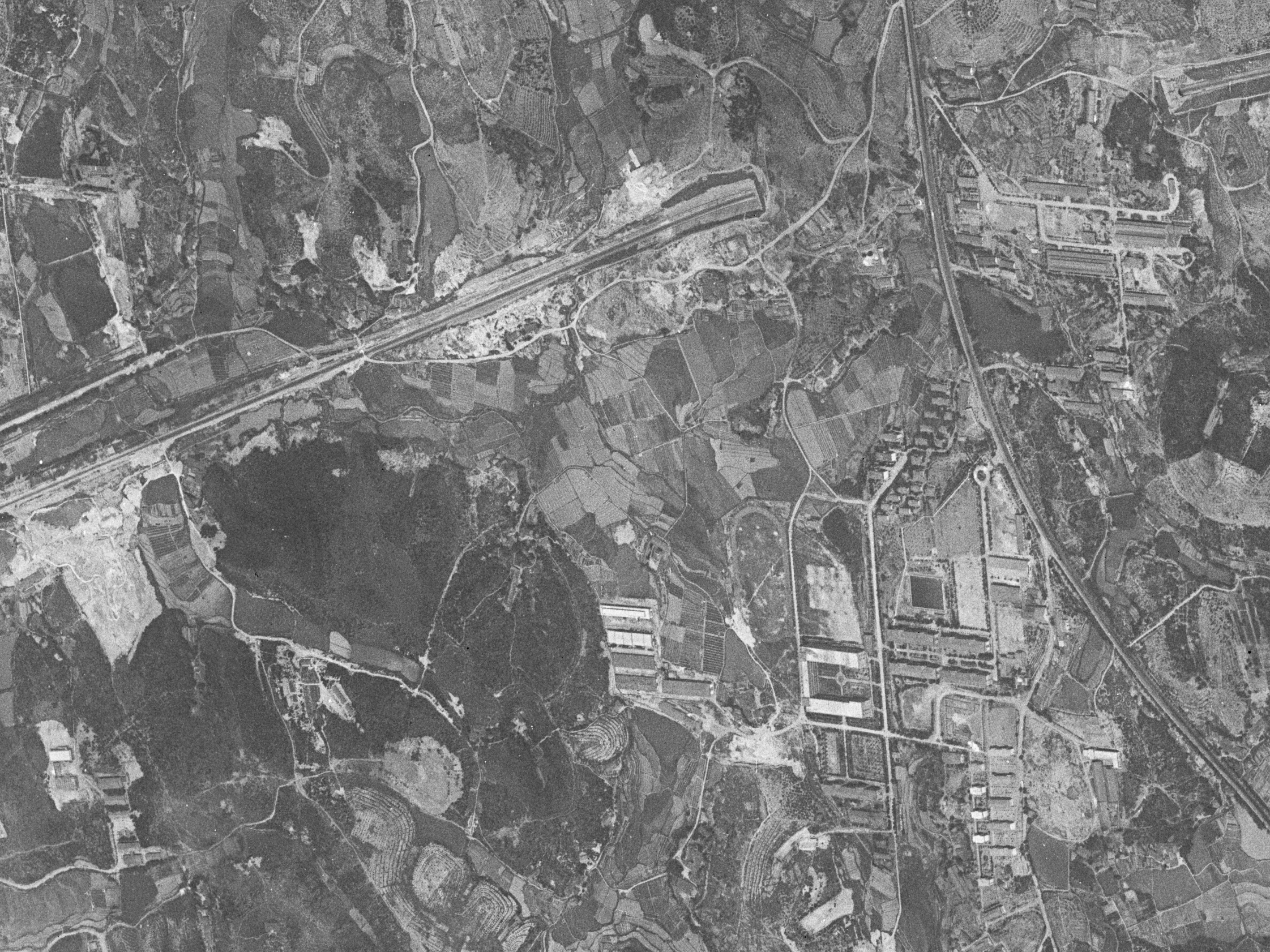
长沙铁道学院校区、京广铁路韶山路隧道、新开铺站卫星图（1967年）

1968年10月，成立长沙铁道学院革命委员会。
1970年，学院由铁道部下放到地方，归湖南省领导。同年5月，成立长沙铁道学院革命委员会党的核心小组，朱国栋任组长。
1970年10月，学校成立招生办公室，采用“自愿报名，群众推荐，领导批准，学校审查”的招生办法，从各单位招收了67名学院，分为铁道工程和铁道车辆两个专业，学制三年。，学院从全国各地招收了357名工农兵学员。
1972年，学院从全国各地招收357名工农兵学员，这是文化大革命后的第一次全面招生。
1975年9月9日，铁道部、教育部联合发出通知，学院恢复为铁道部和湖南省双重领导，以铁道部为主的管理体制
在文化大革命十年浩劫中，学院1000余名教职工中有近200名遭受过错误批斗，70余人被扣发工资，50余人被抄家，10余人被迫害致死。虽然正常的教学秩序被打乱，但在教职工的努力下，仍培养了2300多名毕业生，增设了英语、法语和内燃机车三个专业，建立了外语系。

### 改革开放（1976年10月-2000年4月）
1977年恢复全国统一高考后，学制改为四年。
1978年3月4日，经教育部批准，开始招收研究生，并将1977年、1978年招收研究生工作合并进行。
1981年，学校成为国家首批硕士、博士学位授予单位
2000年4月29日，经国务院批准，由湖南医科大学、长沙铁道学院与中南工业大学合并组建中南大学。

## 院系设置
学校成立时，有湖南大学分来的铁道建筑系、桥梁与隧道系、铁道运输系、增设了数理力学系及电信系，共5个系。设有铁道建筑、铁道桥梁与隧道、铁道运输、工业与民用建筑、工程力学、通信、信号7个专业。
1961年成立机械系，增设铁道车辆专业。
1962年5月，撤销工业与民用建筑、通信、信号、工程力学4个专业。同时撤销新建的数理力学系和电信系。
1964年增设筑路机械专业。
1989年，学院设土木工程、运输管理工程、机械工程、机电工程、电子工程、数理力学、外语系和社会科学部、科研所。设置铁道工程、桥梁工程、工业与民用建筑工程、建筑管理工程、铁道运输、机械制造工艺与设备、起重运输与工程机械、热能动力机械与装置、铁道车辆、制冷设备与低温技术、计算机软件、工业电气自动化、数学、英语、法语15个本科专业和铁道经济管理、工业企业管理、电力机车、电子电器、日语5个专科专业。
2000年合并前，学院设土木工程、工业设计、通信工程、交通运输、工程力学、工程管理、工商管理、财务管理、建筑学、自动化、会计学、统计学、社会学、法学、英语、法语、建筑环境与设备工程、机械设计制造及自动化、电子信息科学与技术、计算机科学与技术、交通设备信息工程、国际经济与贸易共22个本科专业，设有土木建筑学院、经济管理学院、信息工程学院、机电工程学院、外国语学院、数理力学系共7个二级教学单位。

## 领导

### 行政
长沙铁道学院共经四任院长：
- 李文舫（1960年9月至1978年11月）
- 赵觉民（1978年12月至1982年12月）
- 曾俊期（1984年7月至1993年6月）
- 谷士文（1993年6月至1995年12月）

### 党政
中共长沙铁道学院委员会、监委会书记
- 书记：王敬忠（因病未到职）、朱国栋（1962.3 -1962.12）
- 代理副书记：杨森（ 1960.  11—1962.8）
- 副书记杨森（1962.8 ~1962.12）
- 监委书记杨森（兼，1962.8—1962.  12）

中共长沙铁道学院第一届委员会、监委会
- 书记朱国栋（1962.12一1970.5）
- 副书记杨森（1962.12—1970.5）
- 监委书记杨森（兼，1962.12-1970.5）

中共长沙铁道学院革命委员会核心小组
- 组长：朱国栋（1970.5—1972.2）
- 副组长：时政军（军代表，1971.8-1972.2）

中共长沙铁道学院第二届委员会、纪委会
- 书记：朱国栋（1972.2一1982. 12）、景岩（1984.5一1984.9）
- 副书记：时政军（军代表，1972.2—1973.6）、赵觉民（1972.2一1982.12）、段英杰（1974.4—1978.11）、谭照陆（1982. 12一1984.5）、徐雪开（1982. 12一1984.9）
- 纪委书记：朱国栋（兼,1979.12一1982.12）、谭照陆（兼,1983.12一1984.5）

中共长沙铁道学院第三届委员会、纪委会
- 书记：景岩（1984.9一1991.5）
- 副书记：曾俊期（1984.9一1991.5）、徐雪开（1984.9-1990.11）、屠金山（1990.11—1991.5）
- 纪委书记景岩（兼,1984. 9-1990.11）、徐雪开 （ 1990.11-1991. 5）

中共长沙铁道学院第四届委员会、纪委会
- 书记：景岩（1991.5—1993.6）、田家瑞（1993.6一1995. 11）
- 副书记：曾俊期（1991.5一1993.6）、屠金山（1991.5—1995.9）、谷士文（1993.6一1995.11）、郭乃正（1995.9一1995.11）
- 纪委书记：徐雪开（ 1991.5—1995.9）

中共长沙铁道学院第五届委员会、纪委会
- 书记：田家瑞（1995.11-1995．12）
- 副书记：谷士文（1995.11-1995．12）、郭乃正（1995.11-1995．12）
- 纪委书记：田家瑞（兼，1995．11-1995．12）

## 知名校友
- 杨谨华：贵州省人大常委会原副主任；
- 蔡鸿能：柬埔寨归国华侨，香港爱国企业家；
- 王众孚：第十七届中央委员，第十一届全国政协经济委员会副主席，国家工商行政管理总局原局长、党组书记；
- 童安炎：铁道部运输局原局长；
- 秦家铭：中国铁路工程总公司原总经理兼党委副书记；
- 李长进：中国铁路工程集团有限公司原党委书记、董事长。
- 丁荣军：中国工程院院士，电力电子及控制技术专家。
- 柴静：著名记者、主持人；
- 赵立坚：外交部边界与海洋事务司副司长；
- 田红旗：中国工程院院士，轨道交通工程技术专家；曾任中国工程院副院长，中南大学校长，现任民革中央副主席；